# 염혜란
염혜란(1976년 10월 30일 ~ )은 대한민국의 배우이다.

## 학력
- 여수여자고등학교
- 서울여자대학교 국어국문학과 (학사)

## 이력
대학 시절 연극동아리에서 활동했고 졸업 후 출판사에서 잠시 일하기도 했다. 1999년 대학로에서 아르바이트를 하다가 연우무대 단원모집 공고를 보고 지원했다. 20여년간 연극에 매진하던 중 배우 나문희와 가까운 노희경 작가가 연극 《잘자요 엄마》를 보러 왔다가 나문희를 통해 《디어 마이 프렌즈》 출연을 제안했다. 이후 드라마 《THE K2》에 단역으로 출연한 염혜란을 눈여겨본 캐스팅 디렉터가 《쓸쓸하고 찬란하神 - 도깨비》에 추천했다.

## 출연작

### 영화
- 2003년 영화 《살인의 추억》 ... 소현 엄마 역
- 2004년 영화 《바람의 파이터》 ... 곡마단 아줌마 역
- 2005년 영화 《홀리데이》 ... 새댁 역
- 2006년 영화 《강적》 ... 공 선생 역
- 2007년 영화 《밀양》 ... 시댁 가족 역
- 2007년 영화 《우리동네》 ... 떡볶이 아줌마 역
- 2008년 영화 《무방비도시》 ... 푸대 여인 1 역
- 2010년 영화 《포화 속으로》 ... 호랑이 간호원 역
- 2011년 영화 《오직 그대만》 ... 미용실 원장 역
- 2014년 영화 《해무》 ... 선주부인 역
- 2015년 영화 《장수상회》 ... 우유 아줌마 역
- 2015년 영화 《조선마술사》 ... 유모 역
- 2017년 영화 《아이 캔 스피크》 ... 진주댁 역
- 2017년 영화 《대장 김창수》 ... 면회자 역
- 2018년 영화 《골든 슬럼버》 ... 가게 아줌마 역
- 2018년 영화 《국가부도의 날》 ... 희원 역
- 2019년 영화 《증인》 ... 미란 역
- 2019년 영화 《미성년》 ... 옆 산모 엄마 역
- 2019년 영화 《걸캅스》 ... 민원실장 역
- 2019년 영화 《야구소녀》 ... 심혜숙 역
- 2019년 영화 《82년생 김지영》 ... 과거 스카프 여자 역 (특별출연)
- 2020년 영화 《이웃사촌》 ... 여수댁 역
- 2020년 영화 《빛과 철》 ... 영남 역
- 2021년 영화 《새해전야》 ... 용미 역
- 2021년 영화 《아이》 ... 미자 역
- 2021년 영화 《비밀의 정원》 ... 혜숙 역
- 2021년 영화 《내일의 기억》 ... 미술학원 원장 역 (특별출연)
- 2021년 영화 《간호중》 ... 최정길 / 정길로봇 천사 목소리 역
- 2021년 영화 《태일이》 ... 어머니 (이소선 여사) 목소리 역
- 2022년 영화 《특송》 ... 한 과장 역
- 2023년 영화 《웅남이》 ... 장경숙 역
- 2023년 영화 《달짝지근해: 7510》 (특별출연)
- 2023년 영화 《거미집》 ... 강호세 부인 역 (우정출연)
- 2023년 영화 《소년들》 … 김경미 역
- 2024년 영화 《시민덕희》 ... 봉림 역
- 2024년 영화 《아마존 활명수》 ... 수현 역
- 2025년 영화 《바이러스》 … 염막순 역
- 2025년 영화 《84제곱미터》 … 은화 역
- 2025년 영화 《어쩔수가없다》 ... 아라 역

### 드라마
- 2016년 tvN 금토드라마 《기억》
- 2016년 OCN 주말드라마 《동네의 영웅》
- 2016년 tvN 금토드라마 《디어 마이 프렌즈》 ... 김순영 역
- 2016년 tvN 금토드라마 《THE K2》
- 2016년 tvN 금토드라마 《쓸쓸하고 찬란하神 - 도깨비》 ... 지연숙 역
- 2017년 KBS2 수목드라마 《7일의 왕비》 ... 유모 역
- 2017년 tvN 토일드라마 《명불허전》 ... 주모 역 (특별출연)
- 2017년 tvN 수목드라마 《슬기로운 감빵생활》 ... 재벌 2세 어머니 역
- 2017년 tvN 토일드라마 《세상에서 가장 아름다운 이별》 ... 신양순 역
- 2017년 tvN 드라마 스테이지 《B주임과 러브레터》
- 2018년 tvN 토일드라마 《라이브》 ... 상수의 어머니 역
- 2018년 tvN 토일드라마 《무법 변호사》 ... 남순자 역
- 2018년 JTBC 월화드라마 《라이프》 ... 강경아 역
- 2019년 KBS2 월화드라마 《국민 여러분!》 ... 박선희 역 (특별출연)
- 2019년 KBS2 수목드라마 《동백꽃 필 무렵》 ... 홍자영 역
- 2019년 JTBC 금토드라마 《초콜릿》 ... 하영실 역
- 2019년 tvN 드라마 스테이지 《오우거》 ... 선녀 역
- 2020년 tvN 목요드라마 《슬기로운 의사생활》 ... 민영 엄마 역
- 2020년 JTBC 수목드라마 《쌍갑포차》 ... 염라대왕 역
- 2020년 MBC 씨네마틱 드라마 SF8 《간호중》 ... 최정길 역
- 2020년 tvN 토일드라마 《경이로운 소문》 ... 추매옥 역
- 2021년 tvN 토일드라마 《악마판사》
- 2022년 Netflix 오리지널 드라마 《소년심판》 ... 오선자 역 (특별출연)
- 2022년 tvN 토일드라마 《환혼》 ... 중년부인 역
- 2022년 Netflix 오리지널 드라마 《더 글로리》 ... 강현남 역
- 2023년 tvN 토일드라마 《경이로운 소문 2: 카운터 펀치》 ... 추매옥 역
- 2023년 Netflix 오리지널 드라마 《마스크걸》 ... 김경자 역
- 2025년 Netflix 오리지널 드라마 《폭싹 속았수다》 ... 광례 / 이혜란 역
- 2025년 tvN 토일드라마 《서초동》 … 김형민 역

### 연극
- 《사랑해 엄마》 (2016년) - 엄마 역
- 《맨 끝줄 소년》 (2015년) - 후아나 역
- 《잘자요 엄마》 (2015년) - 제시 역
- 《봄의 노래는 바다에 흐르고》 (2012년)
- 《복사꽃 지면 송화 날리고》 (2011년, 2012년, 2017년) - 서면댁 역

## 수상 및 후보
| 연도 | 시상식                                     | 부문                         | 작품           | 결과 |
| ---- | ------------------------------------------ | ---------------------------- | -------------- | ---- |
| 2004 | 제1회 아름다운 연극인상                    | 인기상                       | 빈칸           | 수상 |
| 2006 | 제42회 동아연극상                          | 신인연기상                   | 빈칸           | 수상 |
| 2009 | 제14회 히서연극상                          | 기대되는 연극인상            | 빈칸           | 수상 |
| 2010 | 서울 연극제                                | 연기상                       | 빈칸           | 수상 |
| 2017 | 제38회 청룡영화상                          | 여우조연상                   | 아이 캔 스피크 | 후보 |
| 2018 | 제54회 백상예술대상                        | 영화부문 여자 조연상         | 아이 캔 스피크 | 후보 |
| 2019 | 제55회 백상예술대상                        | 영화부문 여자 조연상         | 증인           | 후보 |
| 2019 | KBS 연기대상                               | 베스트 커플상 (with 오정세)  | 동백꽃 필 무렵 | 수상 |
| 2019 | KBS 연기대상                               | 중편드라마부문 여자 조연상   | 동백꽃 필 무렵 | 수상 |
| 2020 | 제56회 대종상                              | 여우조연상                   | 증인           | 후보 |
| 2020 | 제56회 백상예술대상                        | TV부문 여자 조연상           | 동백꽃 필 무렵 | 후보 |
| 2021 | 제7회 에이판 스타 어워즈                   | 여자 연기상                  | 동백꽃 필 무렵 | 후보 |
| 2021 | 제57회 백상예술대상                        | TV부문 여자 조연상           | 경이로운 소문  | 수상 |
| 2021 | 제8회 들꽃영화상                           | 여우주연상                   | 빛과 철        | 후보 |
| 2021 | 제30회 부일영화상                          | 여우조연상                   | 빛과 철        | 후보 |
| 2023 | 제59회 백상예술대상                        | TV부문 여자 조연상           | 더 글로리      | 후보 |
| 2023 | 제9회 서울콘 에이판 스타 어워즈            | 여자 연기상                  | 더 글로리      | 수상 |
| 2023 | 제59회 대종상                              | 시리즈 여우상                | 마스크걸       | 후보 |
| 2024 | 제22회 디렉터스 컷 시상식                  | 시리즈부문 올해의 여자배우상 | 마스크걸       | 수상 |
| 2024 | 제60회 백상예술대상                        | TV부문 여자 조연상           | 마스크걸       | 수상 |
| 2024 | 제60회 백상예술대상                        | 영화부문 여자 조연상         | 시민덕희       | 후보 |
| 2024 | 제3회 청룡 시리즈 어워즈                   | 여우조연상                   | 마스크 걸      | 후보 |
| 2024 | 제19회 서울 드라마 어워즈                  | 여자 연기자상                | 마스크 걸      | 수상 |
| 2024 | 제6회 아시아콘텐츠어워즈 & 글로벌OTT어워즈 | 여자 조연배우상              | 마스크 걸      | 수상 |
| 2024 | 제33회 부일영화상                          | 여우조연상                   | 시민덕희       | 후보 |
| 2024 | 제44회 한국영화평론가협회상                | 여우조연상                   | 시민덕희       | 수상 |
| 2024 | 제15회 대한민국 대중문화예술상             | 대통령 표창                  | 빈칸           | 수상 |
| 2024 | 제44회 황금촬영상                          | 여우조연상                   | 시민덕희       | 수상 |
| 2024 | 제45회 청룡영화상                          | 여우조연상                   | 시민덕희       | 후보 |
| 2024 | 제11회 한국영화제작가협회상                | 여우조연상                   | 시민덕희       | 수상 |
| 2025 | 제61회 백상예술대상                        | 방송부문 여자 조연상         | 폭싹 속았수다  | 수상 |
| 2025 | 제4회 청룡 시리즈 어워즈                   | 여우조연상                   | 폭싹 속았수다  | 수상 |